# Drepanophoriella histriana
Drepanophoriella histriana är en djurart som tillhör fylumet slemmaskar, och som beskrevs av Senz 1993. Drepanophoriella histriana ingår i släktet Drepanophoriella och familjen Drepanophoridae. Inga underarter finns listade i Catalogue of Life.